# Comitatul Arlington, Virginia
Comitatul Arlington (în engleză Arlington County) este un comitat din statul Virginia, Statele Unite ale Americii.